# Greatest Hits (Tiziana Rivale)
Greatest hits è una raccolta antologica della cantante Tiziana Rivale pubblicata in formato download digitale dall'etichetta D.V. More Record nel 2016.

## Tracce
1. Sarà quel che sarà (M. Fabrizio, R. Ferri)
2. L'amore va (C. Gizzi, P. Calabrese)
3. Diamante (A. Fornaciari, F. De Gregori)
4. Un giorno per amarti di più (D. Tarchiani, D. Warren, M. Bolton)
5. Dove sei (Gianfenis, Rivale)
6. Io ci sarò (Gianfenis, Rivale, Ritchie)
7. Ancora tu (L. Battisti, Mogol)
8. Con tutto l'amore che c'è (Gianfenis, Rivale)
9. Infinito (M. Idà, Rivale)
10. Fidati di me (Why) (L. Albertelli, P. Steffan, P. Donaggio)